# Accord de libre-échange entre le Canada et Israël
L'accord de libre-échange entre le Canada et Israël (ALECI) est un accord de libre-échange signé le 31 juillet 1996 et entré en vigueur le 1er janvier 1997. L'accord porte sur la suppression des droits de douane sur l'ensemble des produits industriels. Les produits agricoles sont également touchés par cet accord mais de manière partielle et notamment après un amendement de l'accord effectué en 2003,. 
En 2010 et 2014, deux initiatives ont été lancées pour étendre le périmètre de l'accord, ces initiatives ont abouti en juillet 2015, a étendre l'accord notamment sur une réduction des droits de douane pour l'ensemble des matières agricoles, sur les procédures de protection des investissements, sur les mesures sanitaires, sur le droit intellectuel, sur les barrières non tarifaires, etc,,.